# Hồ Đức Hoà
Hồ Đức Hoà (sinh năm 1974) là một nhà tổ chức cộng đồng và nhà báo đã bị bắt tại Việt Nam và bị kết án 13 năm tù vào năm 2013.

## Bắt giữ
Hồ Đức Hoà được biết đến là một nhà báo cộng tác cho Bản tin Dòng Chúa Cứu thế Việt Nam và tích cực vận động cơ hội tiếp cận giáo dục cho trẻ em nghèo và hỗ trợ nạn nhân bão lụt và người khuyết tật. Hòa bị bắt vào ngày 30 tháng 7 năm 2011 tại phi trường Tân Sơn Nhất cùng với Đặng Xuân Diệu và Nguyễn Văn Oai khi họ trở về Việt Nam. Họ bị giam giữ với các tội danh không xác định theo Điều 79 quy định các hoạt động nhằm lật đổ chính phủ. Đây là vụ đầu tiên trong một loạt vụ bắt giữ trong cuộc đàn áp các nhà hoạt động thanh niên Việt Nam năm 2011.

## Kết án
Tòa án Nhân dân tỉnh Nghệ An đã mở phiên tòa xét xử 14 nhà hoạt động xã hội trong hai ngày 8 và 9 tháng 1, trong đó có Paulus Lê Sơn và Hồ Đức Hòa. Tất cả những người bảo vệ nhân quyền đều bị kết án từ 3 đến 13 năm với tội danh lật đổ. Trong phiên tòa, Hòa bị cáo buộc tham gia vào một khóa huấn luyện do Việt Tân tổ chức, một tổ chức ủng hộ dân chủ có trụ sở tại Hoa Kỳ nhằm thiết lập nền dân chủ và cải cách Việt Nam thông qua các biện pháp hòa bình và chính trị. Cùng với Đặng Xuân Diệu và Paulus Lê Sơn, Hòa bị kết án 13 năm tù và 5 năm quản thúc tại gia. Trong phiên tòa phúc thẩm sau đó, Hòa vẫn giữ nguyên mức án.

## Phản ứng Quốc tế
Vụ bắt giữ Hồ Đức Hòa đã gây ra sự phản đối ngay lập tức từ nhiều tổ chức phi chính phủ và các thành viên của Quốc hội, bao gồm cả Tổ chức Theo dõi Nhân quyền, tổ chức này mô tả đây là "một vết nhơ mới trong thành tích vốn đã có vấn đề của đất nước về tự do tôn giáo". Đại sứ quán Hoa Kỳ tại Việt Nam nói rằng họ "vô cùng lo lắng" sau khi các nhà hoạt động bị kết án trong phiên tòa kéo dài hai ngày.
Tháng 7 năm 2012, Allen Weiner của Trường Luật Stanford đã đệ đơn lên Nhóm Công tác về Bắt giữ Tùy tiện của Liên Hợp Quốc (UNGWAD) thay mặt cho gia đình của các nhà hoạt động bị giam giữ bao gồm cả Hồ Đức Hòa. Vào ngày 28 tháng 11 năm 2013, UNWGAD đã ra phán quyết ủng hộ đơn thỉnh cầu của Weiner, phán quyết việc giam giữ là tùy tiện và bất hợp pháp trong khi lên án việc đối xử với 16 nhà hoạt động xã hội và chính trị.